# Strada degli Scarubbi
Die Strada degli Scarubbi ist eine italienische Militärstraße im Pasubio-Massiv in den Vicentiner-Alpen, die während des Ersten Weltkriegs gebaut wurde. Sie ist 10,5 km lang und beginnt am Passo Xomo (1058 m) und endet an der Porte del Pasubio (1928 m).

## Geschichte

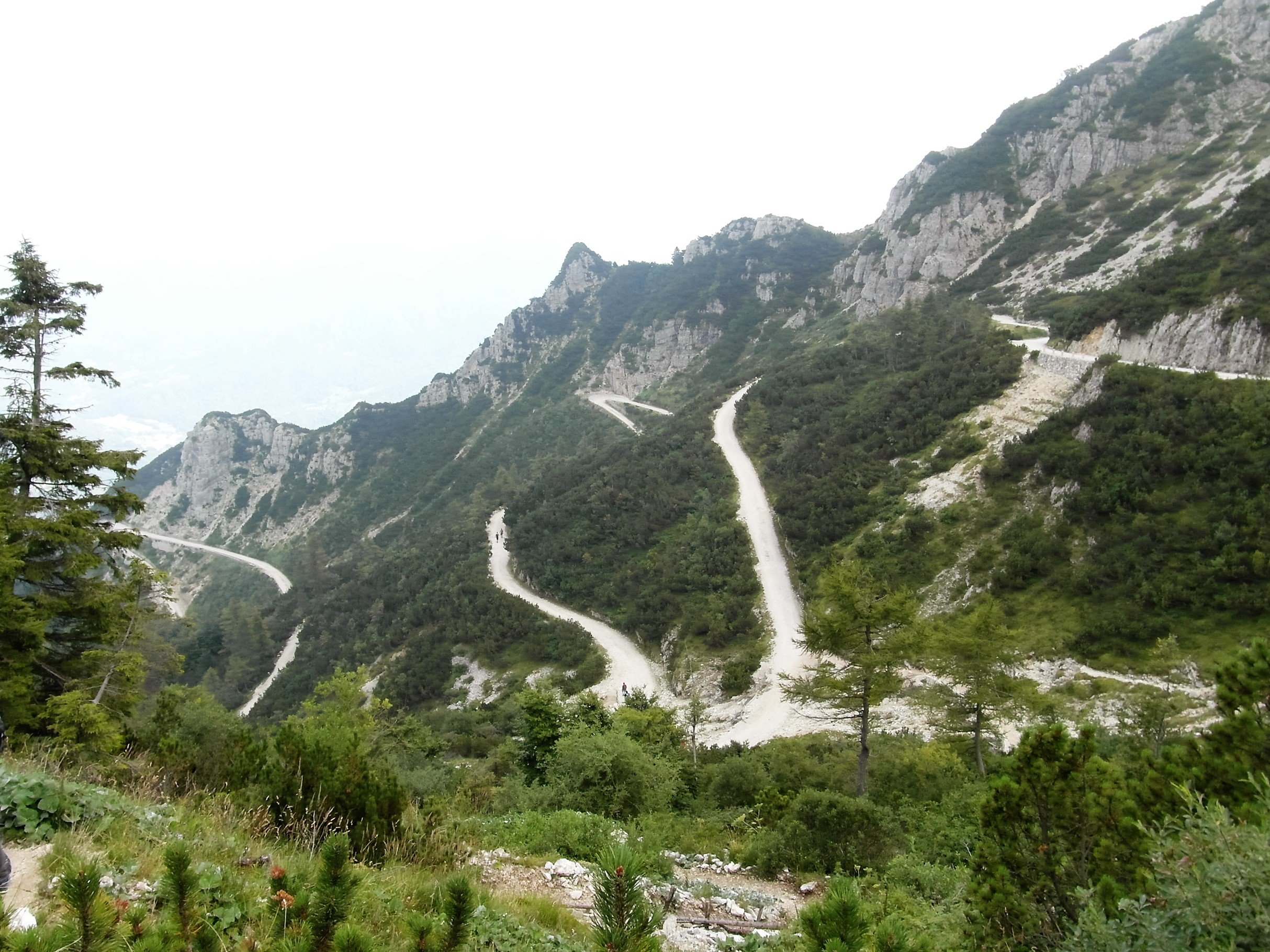
Die ersten Haarnadelkurven der Straße

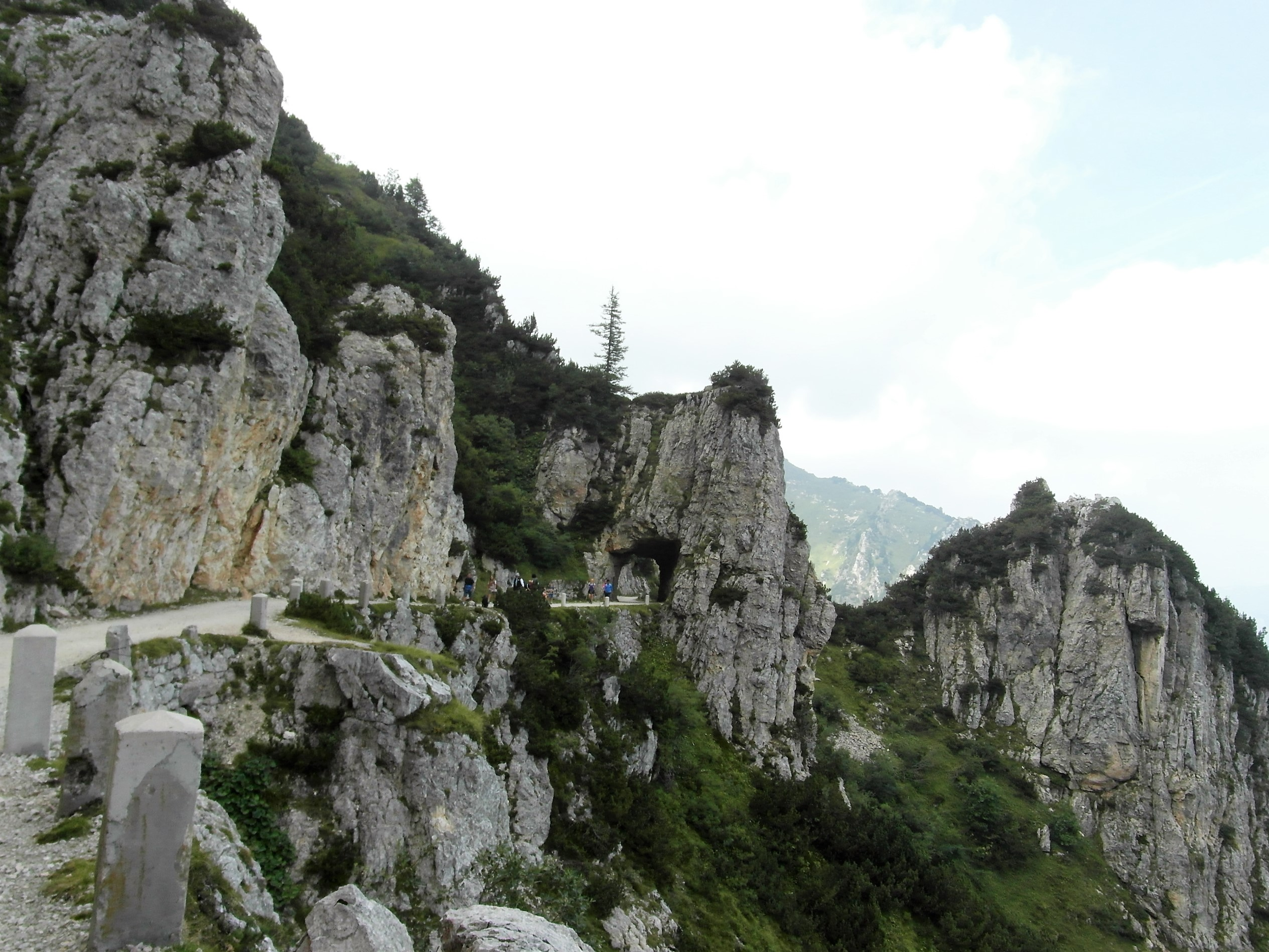
Letzter Abschnitt der Straße

Die Strada degli Scarubbi wurde im Sommer 1915, während des Ersten Weltkriegs von dem italienischen Heer gebaut, um Zugang zum Gipfelbereich des Pasubio und damit zur Frontlinie zu erhalten. Sie wurde von Lastwagen befahren, war jedoch der österreichischen Artillerie vom nahe gelegenen Monte Maio ausgesetzt, da sie in den Nordhang des Monte Forni Alti eingeschnitten war. Sie wurde daher unter besonders gefährlichen Bedingungen befahren, vor allem nachts und mit ausgeschalteten Scheinwerfern. Es wurden spezielle Techniken entwickelt, um der österreichischen Artillerie auszuweichen, wie z. B. das Anhalten in Haarnadelkurven außerhalb der Sichtweite, um das Anvisieren der feindlichen Artillerie zu erschweren.
Aufgrund ihrer nördlichen Lage war sie im Winter und einen Großteil des Frühjahrs nicht befahrbar. Diese Faktoren machten den Bau der Strada delle 52 Gallerie erforderlich, die viel sicherer, aber für motorisierte Fahrzeuge nicht befahrbar war. Nach dem Zweiten Weltkrieg war die Strada degli Scarubbi zusammen mit der Strada degli Eroi der Hauptzugangsweg für die ersten Ausflügler. Seit den 1980er Jahren ist sie durch eine Schranke kurz nach der Bocchetta Campiglia für den motorisierten Verkehr gesperrt und heute nur noch für die Betreiber der Schutzhütte Achille Papa zugänglich.

## Route
Die Straße beginnt am Passo Xomo (1058 m) und führt mit einer durchschnittlichen Steigung von 10 % über 1,5 Kilometer auf einer natürlichen Teerdecke zur Bocchetta Campiglia (1216 m). Hier zweigt die Strada delle 52 Gallerie ab und es gibt ausreichend Parkplätze. Von hier aus geht es einige hundert Meter bergab bis zur Abzweigung nach Malga Campiglia und dann wieder bergauf in das natürliche Impluvium von Caneve di Campiglia, von wo aus es in 12 Kehren 5,7 Kilometer lang mit einer durchschnittlichen Steigung von 9,5 % bergauf geht, wobei der Ausblick vom Gipfel sehr eindrucksvoll ist.
Etwa einen Kilometer lang ist die Straße eben, in den Felsen oberhalb der Scarubbi-Türme gehauen, von denen sie ihren Namen hat. Dies ist der exponierteste und gefährlichste Abschnitt, auf dem es im Frühjahr aufgrund von Tauwetter und Regen oft zu kleinen Erdrutschen kommt. Auf den letzten anderthalb Kilometern führt die Straße in einem steilen Anstieg bis zur Porte del Pasubio. Sie führt jedoch noch anderthalb Kilometer weiter, wenn auch auf viel steileren Hängen und mit einer ziemlich zerstörten Oberfläche, vorbei am Römischen Bogen, bis zur kleinen Kirche Santa Maria del Pasubio in der Nähe der Selletta del Comando, dem Hauptquartier der italienischen Offiziere während des Konflikts.

## Die Straße heute
Heute ist die Strada degli Scarubbi die einzige Straße, die von motorisierten Fahrzeugen zum Gipfel des Pasubio befahren werden kann. Der dazwischen liegende, flache Teil der Straße ist jedoch nach den Regenfällen im Frühjahr von Erdrutschen bedroht und erfordert jedes Jahr umfangreiche Wartungsarbeiten, um das Geröll zu entfernen und die Straße sicher zu machen.
Sie wird auch von den meisten Wanderern als Abstiegsroute gewählt, da sie viel kürzer ist als die Strada degli Eroi und die Abkürzungen der Haarnadelkurven des Caneve di Campiglia ausnutzt. Zusammen mit der anderen Straße stellt sie eine der interessantesten Strecken für Mountainbike-Fahrer dar.